# Krew

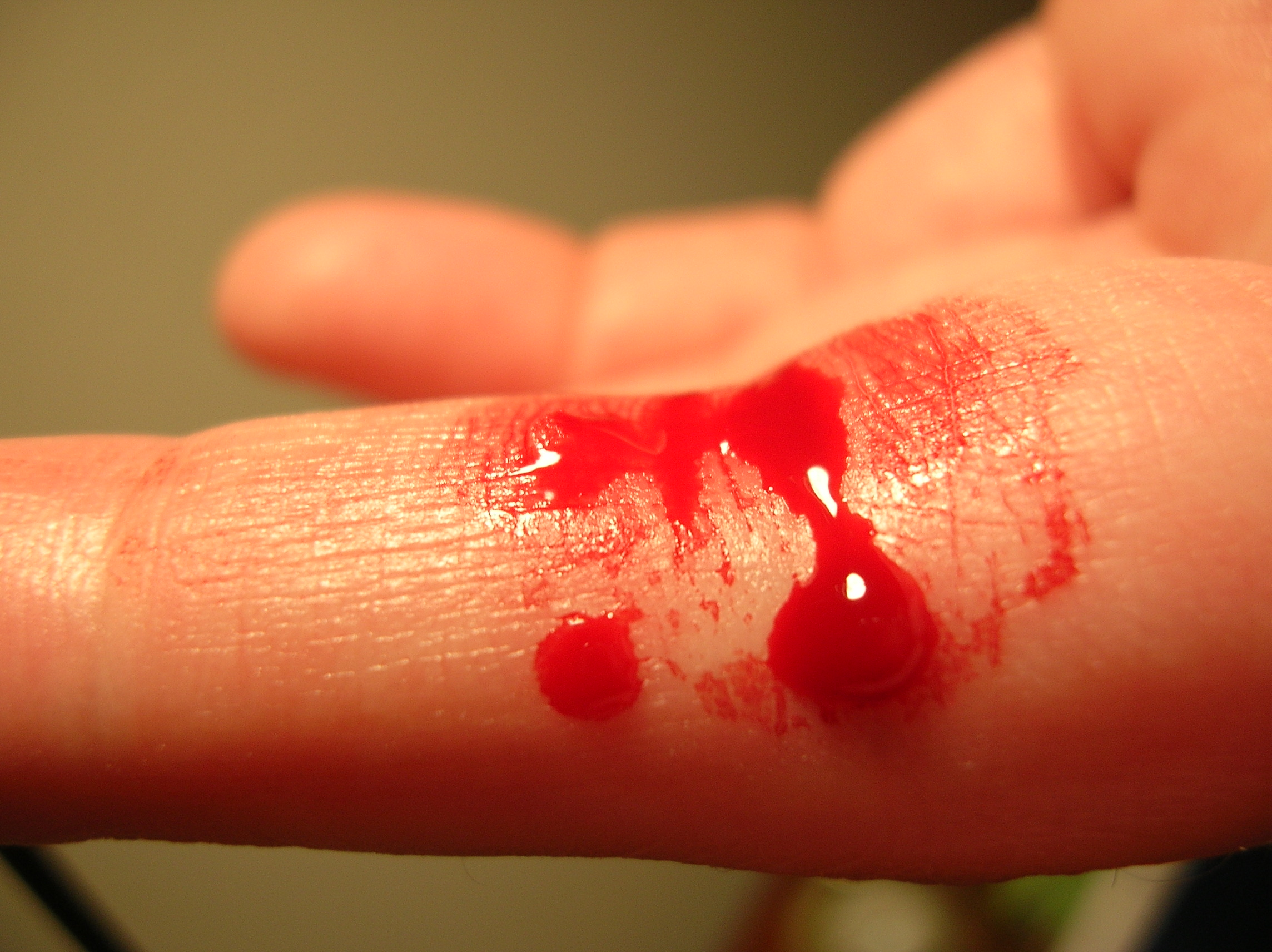
Krew płynąca z rany na palcu

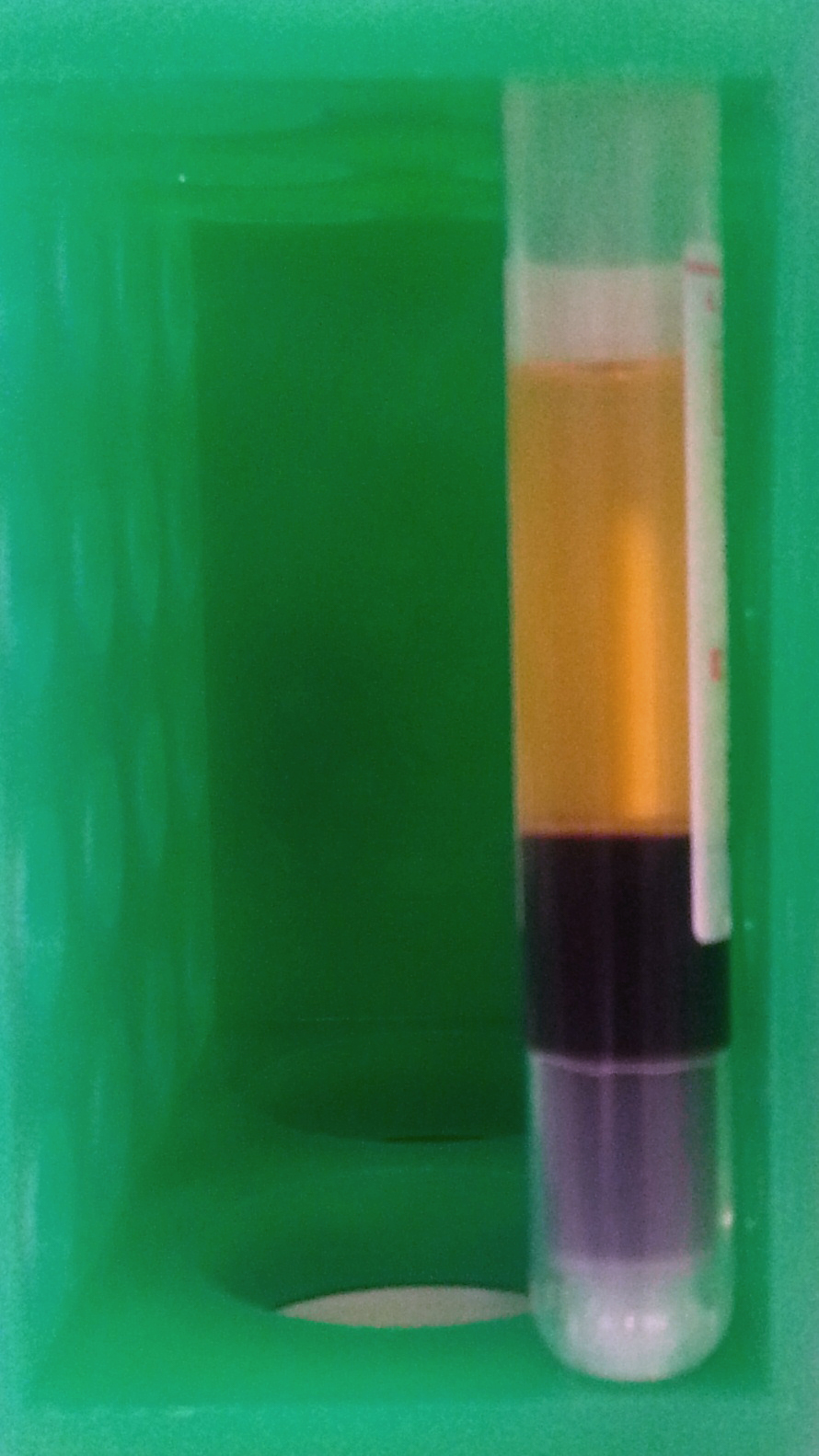
Krew ludzka frakcjonowana przez wirowanie. Widoczne osocze (warstwa górna), warstwa leukocytarno-płytkowa (cienka, biało zabarwiona warstwa środkowa) oraz warstwa erytrocytarna (na dole).

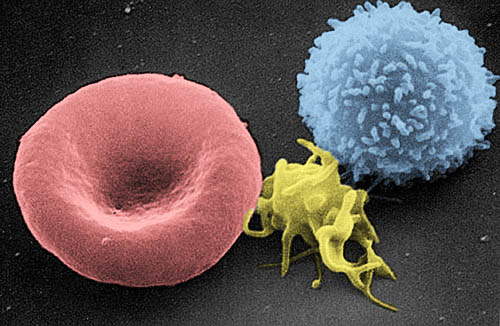
Od lewej do prawej: erytrocyt, trombocyt, leukocyt

Krew (łac. sanguis, stgr. αἷμα, haima) – płyn ustrojowy, który za pośrednictwem układu krążenia pełni funkcję transportową oraz zapewnia komunikację pomiędzy poszczególnymi układami organizmu. Krew jest płynną tkanką łączną, krążącą w naczyniach krwionośnych (układ krwionośny zamknięty) lub w jamie ciała (układ krwionośny otwarty). W szerokiej definicji obejmuje krew obwodową i tkankę krwiotwórczą, a w wąskiej tylko tę pierwszą. Jako jedyna tkanka (wraz z limfą) występuje w stanie płynnym. Dziedzina medycyny zajmująca się krwią to hematologia.
Krew składa się z wyspecjalizowanych komórek oraz z osocza, w którym te komórki są zawieszone. Dzięki pracy mięśnia sercowego jest pompowana poprzez tętnice we wszystkie rejony ciała i wraca do serca za pośrednictwem żył niekiedy wyposażonych w zastawki.
Układ krążenia dorosłego człowieka zawiera około 70–80 ml krwi na kilogram masy ciała, czyli człowiek o przeciętnej masie ciała ma w sobie 5–6 litrów krwi (z racji różnicy w rozmiarach i masie ciała, mężczyźni mają przeciętnie około litra więcej krwi od kobiet). U dzieci krew to ok. 1/10–1/9 wagi ciała. Część krwi mieści się w zbiornikach krwi i jest włączana do krążenia tylko w razie konieczności.
Z powodu podobieństw pełnionych funkcji, krew u poszczególnych kręgowców nie różni się od siebie znacznie.
Krew ze względu na stopień utlenowania dzieli się na krew utlenowaną i odtlenioną. Krew utlenowana płynie w tętnicach obiegu dużego i żyłach obiegu małego. Krew odtlenowana jest słabiej wysycona tlenem (w 50–70%) od krwi utlenowanej (97%). Płynie w tętnicach obiegu małego i żyłach obiegu dużego. W przypadku sinicy także krew tętnicza nie jest odpowiednio utlenowana, co powoduje charakterystyczne objawy kliniczne.

## Skład i właściwości

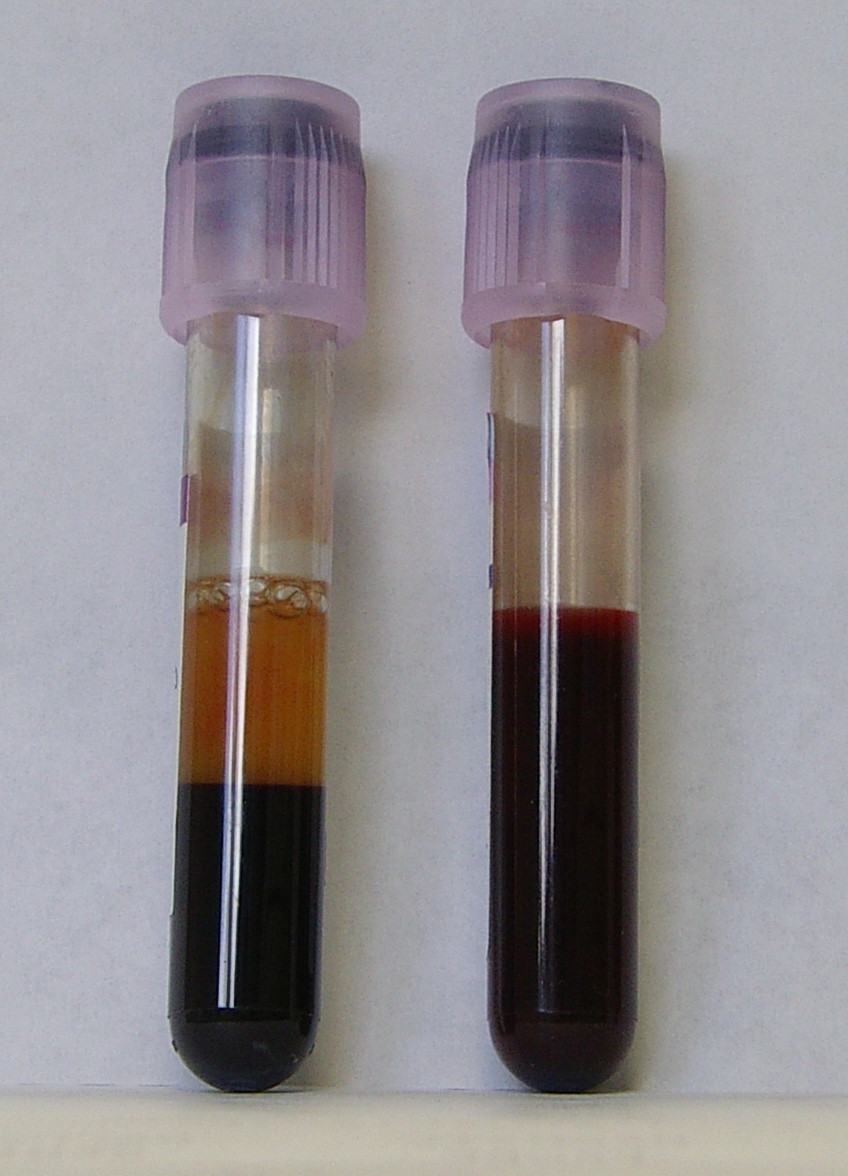
Próbki krwi, po prawej krew świeżo pobrana, po lewej krew z EDTA, substancją zapobiegającą krzepnięciu. Dobrze widoczne jaśniejsze osocze, pod którym osadziły się składniki komórkowe.

W skład krwi wchodzą składniki komórkowe (ok. 44%) i osocze (ok. 55%). Dalsze składniki krwi to hormony, rozpuszczone gazy oraz substancje odżywcze (cukier, tłuszcze i witaminy), transportowane do komórek, a także produkty przemiany materii (np. mocznik i kwas moczowy), niesione z komórek do miejsc, gdzie mają być wydalone.
Z fizykochemicznego punktu widzenia krew jest zawiesiną, czyli mieszaniną cieczy oraz ciał stałych (elementy komórkowe) i zachowuje się jak płyn nienewtonowski. Znajdujące się we krwi erytrocyty powodują, że krew ma większą lepkość niż osocze. Lepkość rośnie jeszcze bardziej przy wysokim hematokrycie i niskiej prędkości przepływu. Dzięki zdolności erytrocytów do zmieniania swojego kształtu, przy wyższych prędkościach krew przypomina właściwościami raczej emulsję niż zawiesinę.
pH krwi w prawidłowych warunkach waha się między 7,35 a 7,45. Przy wartościach poniżej tego zakresu mówi się o kwasicy, natomiast przy wyższych o zasadowicy. Równowaga kwasowo-zasadowa krwi jest utrzymywana dzięki licznym układom buforującym, oraz aktywnie regulowana przez organy i tkanki, przede wszystkim płuca i nerki.
Swoją czerwoną barwę krew zawdzięcza hemoglobinie, a właściwie zawartej w niej grupie hemowej, odpowiedzialnej za wiązanie tlenu. Krew nasycona tlenem ma jaśniejszy i żywszy odcień niż krew uboga w tlen. Jest to skutkiem zmiany konformacji, zachodzącej po przyłączeniu atomów tlenu i zmieniającej właściwości absorpcyjne hemu.

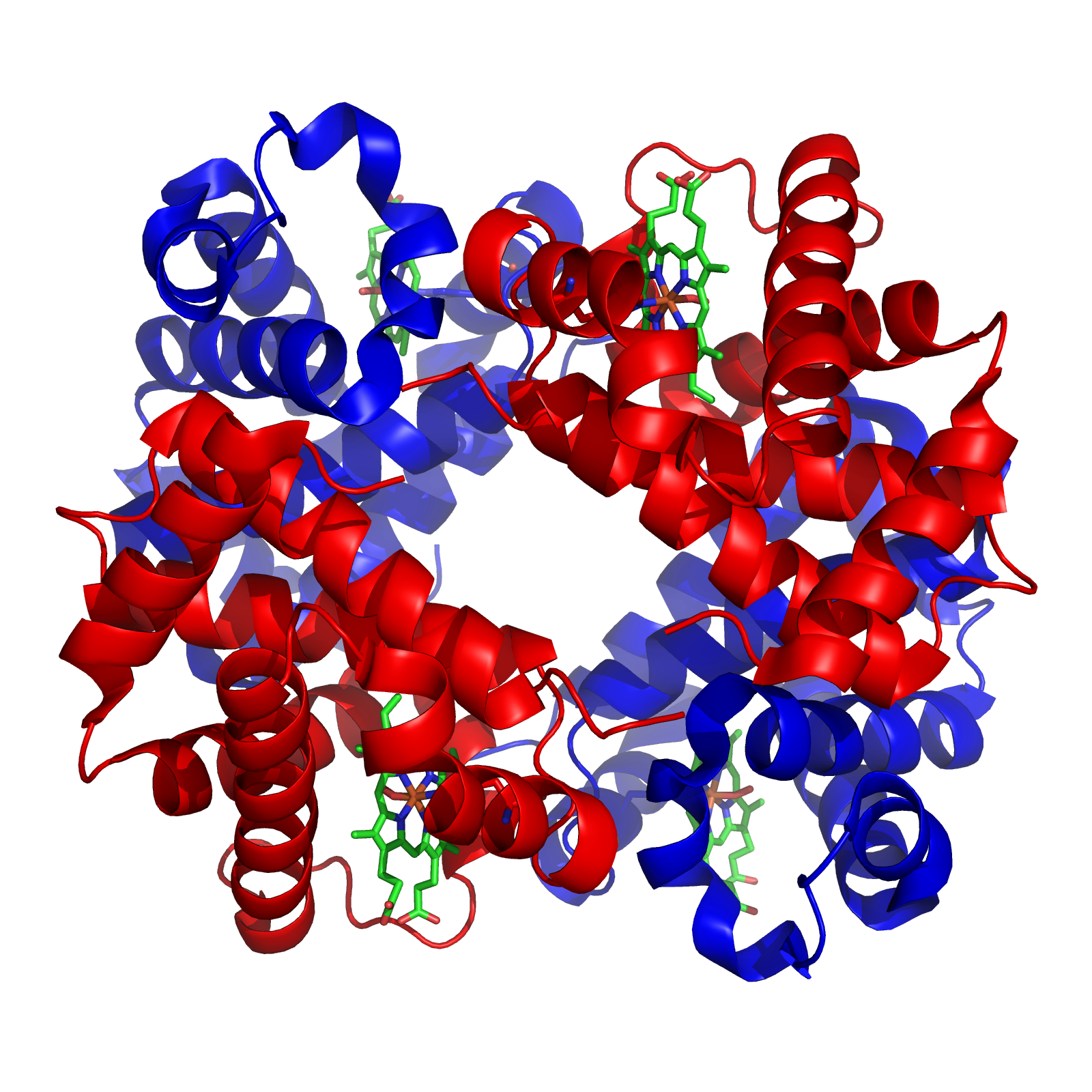
Hemoglobina - czerwony barwnik krwi

### Osocze
Osocze, czyli wodny roztwór (90% wody) białek, soli i związków chemicznych o niewielkiej masie cząsteczkowej, jak np. monosacharydy. Zawiera głównie jony sodu, potasu, magnezu, wapnia oraz fosforany i chlorki.
Białka występują w osoczu w stężeniu 60–80 g/l, co odpowiada 8% objętości osocza. Ze względu na ich rozmiary i ruchliwość w procesie elektroforezy dzieli się białka na albuminy oraz globuliny. Wśród tych ostatnich można wyodrębnić: α1-, α2-, β- i γ-globuliny. Białka osocza pełnią istotną rolę w transporcie produktów odżywczych, procesach immunologicznych, krzepnięciu krwi, stabilizacji jej pH, jak również w utrzymywaniu stałego ciśnienia osmotycznego.
Osocze krwi pozbawione czynników krzepliwości nazywa się surowicą. Uzyskuje się ją przez odwirowanie krwi, po tym gdy ta wcześniej skrzepła. Dolną część probówki (lub innego naczynia) zajmuje skrzep, a ponad nim, w górnej części, znajduje się lżejsza frakcja tj. surowica, zwykle mająca postać przejrzystego płynu. Surowica różni się składem w stosunku do osocza i zawiera również składniki nieznajdujące się w osoczu, przede wszystkim czynniki wzrostu jak PDGF, wydzielany podczas tworzenia skrzepu. Surowica składa się w 91% z wody i w 7% z białek (m.in. hormonów). Resztę stanowią elektrolity, substancje odżywcze. Żółte zabarwienie o różnym nasileniu nadaje surowicy rozpuszczona bilirubina.

### Składniki komórkowe
We krwi mężczyzny komórki stanowią od 44–46%, u kobiet od 41–43% objętości krwi. Komórki krwi dzielą się na: erytrocyty (popularnie zwane czerwonymi krwinkami), leukocyty (białe krwinki) oraz trombocyty (płytki krwi). Procentową zawartość objętościową erytrocytów nazywa się hematokrytem. U noworodków hematokryt wynosi około 60%, a u małych dzieci około 30%. Do okresu pokwitania hematokryt rośnie do wartości właściwej dla dorosłych.
Erytrocyty (czerwone krwinki) – u człowieka nie posiadają jądra komórkowego oraz licznych organelli komórkowych – aktywność metaboliczna jest ograniczona, żeby zmniejszyć zużycie tlenu, który mają te komórki transportować. Erytrocyty mają kształt dwuwklęsłego dysku, a ich średnica wynosi 7–8 µm. Erytrocyty stanowią ok. 90–94% ogółu elementów morfotycznych. U człowieka występują w liczbie 4,5–5,5 mln/mm³. U innych kręgowców erytrocyty mogą posiadać jądro. Służą do transportu tlenu i dwutlenku węgla. Zawierają hemoglobinę, białko odpowiedzialne za przyłączanie i transport tlenu w krwi; złożone z właściwego białka – globiny oraz grupy hemowej, która razem z żelazem tworzy kompleks. Krew kręgowców zawdzięcza swój czerwony kolor właśnie obecności żelaza. U wielu bezkręgowców np. u pająków i ośmiornic tlen jest przenoszony przez związek miedzi hemocyjaninę – mają one niebieską krew. Od 0,5–1% czerwonych krwinek to retikulocyty, tzn. nie w pełni dojrzałe erytrocyty. Zwiększenie ilości retikulocytów we krwi obwodowej świadczy o wzmożonej erytropoezie organizmu
Leukocyty lub białe krwinki u człowieka prawidłowo występują w liczbie 4–9 tys./mm³. Są to komórki jądrzaste, o średnicy 6–40 µm, odpowiadają za odpowiedź immunologiczną. Występują w kilku postaciach jako:
- agranulocyty – cytoplazma nie zawiera ziarnistości
  - monocyty
  - limfocyty
- granulocyty – cytoplazma zawiera ziarnistości
  - neutrofile – granulocyty obojętnochłonne
  - bazofile – granulocyty zasadochłonne
  - eozynofile – granulocyty kwasochłonne.

Granulocyty odpowiadają za niespecyficzną odpowiedź immunologiczną, natomiast limfocyty i monocyty biorą udział w obronie specyficznej.
Trombocyty to fragmenty megakariocytów, będącymi komórkowymi prekursorami płytek krwi. Trombocyty odpowiadają za krzepnięcie krwi. U człowieka prawidłowo występują w liczbie 150–350 tys./mm³.
Bezwzględna liczba poszczególnych składników krwi jest różna u różnych kręgowców. Szczególnie dużą liczbę erytrocytów mają kozy, a wyjątkowo niską ptactwo (3–4 mln/µl). Liczba leukocytów podlega podobnemu zróżnicowaniu: u bydła, koni i ludzi wynosi około 8000/µl, natomiast u owiec (do 17 000/µl) i ptaków (do 25 000/µl) zawartość białych krwinek jest szczególnie wysoka. Również liczba poszczególnych podrodzajów leukocytów różni się znacząco. U ludzi i koni dominują granulocyty, u bydła – limfocyty, a u świń zawartość granulocytów i limfocytów jest podobna.

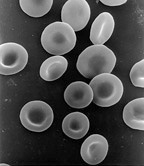
Erytrocyty
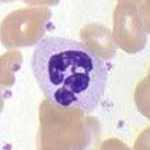
Granulocyt obojętnochłonny (neutrofil)
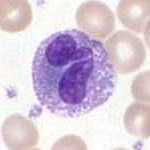
Granulocyt kwasochłonny (eozynofil)
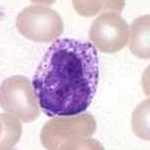
Granulocyt zasadochłonny (bazofil)

### Budowa i rozpad komórek krwi

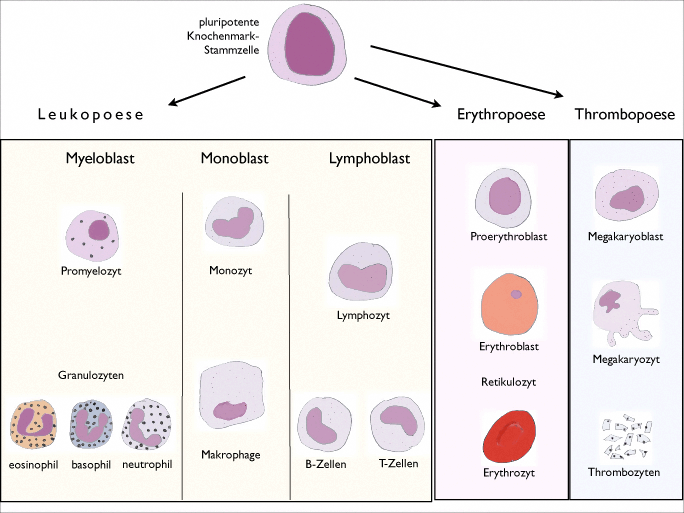
Przebieg hemopoezy

Wszystkie komórki krwi powstają w procesie zwanym hemopoezą, który zachodzi w szpiku kostnym. Z pluripotentnych komórek macierzystych powstają multipotentne komórki macierzyste, które mogą dać początek różnym typom komórek, z których rozwijają się poszczególne komórki krwi.
Erytropoezą nazywa się przemianę komórek macierzystych w erytrocyty. Procesy dojrzewania i mnożenia się komórek są przyspieszane przez erytropoetynę produkowaną w nerkach i wątrobie. W przypadku niedoboru tlenu w organizmie, np. z powodu pobytu na dużej wysokości, zwiększa się ilość wydzielanego do krwi hormonu, co prowadzi do zwiększenia liczby czerwonych krwinek we krwi. Pozwala to na zwiększony transport tlenu i przeciwdziałanie jego niedoborowi. Ten efekt regulacyjny można zmierzyć oceniając wzrost liczby retikulocytów (niedojrzałych czerwonych krwinek) we krwi obwodowej. Ważną rolę w erytropoezie odgrywa także żelazo, które jest potrzebne do budowy hemoglobiny, oraz witamina B12 i kwas foliowy.
Rozpad czerwonych krwinek następuje w śledzionie i komórkach Kupffera wątroby. Średni czas życia erytrocytów wynosi 120 dni. Hemoglobina w procesie rozpadu jest przetwarzana w kilku krokach (przez bilirubinę do urobiliny i sterkobiliny). Podczas gdy urobilina odpowiada za żółty kolor uryny, to sterkobilina jest odpowiedzialna za typowy kolor kału.

## Funkcje
Krew i jej poszczególne składniki spełniają wiele istotnych zadań, mających na celu podtrzymanie procesów życiowych. Głównym zadaniem jest transport tlenu i składników pokarmowych do komórek i transport powrotny produktów końcowych przemiany materii np. dwutlenku węgla czy mocznika. Poza tym krew transportuje hormony i inne substancje pomiędzy komórkami. Ponadto krew zapewnia homeostazę, tzn. utrzymanie równowagi wodnej i elektrolitowej, regulację wartości pH oraz temperatury ciała.
Jako część układu odpornościowego krew pełni funkcje obronne przeciwko ciałom obcym (odpowiedź odpornościowa nieswoista) i antygenom (odpowiedź odpornościowa swoista) dzięki fagocytom (komórkom żernym) oraz przeciwciałom. Krew jest ważnym elementem przy reakcji na skaleczenia (krzepnięcie krwi i fibrynoliza).
Oprócz tego, poprzez stałe ciśnienie wywierane na ściany naczyń krwionośnych, krew spełnia także funkcje podporowe. W związku z tym krew odpowiada za ruch narządu (erekcja, odnóża pająka) lub całego organizmu (dżdżownicowate).
Ciągły przepływ krwi zapewnia stałą ciepłotę ciała (stałocieplność). U zdrowych ludzi wynosi ona około 36,5 °C i wartość ta dotyczy temperatury narządów wewnętrznych organizmu (temperatura powierzchownie położonych narządów, np. skóry może być inna w związku z procesami termoregulacji).

### Rola krwi w oddychaniu
Jednym z najważniejszych zadań krwi jest transport tlenu z płuc do komórek oraz transport dwutlenku węgla, końcowego produktu różnorakich procesów przemiany materii, z powrotem do płuc.

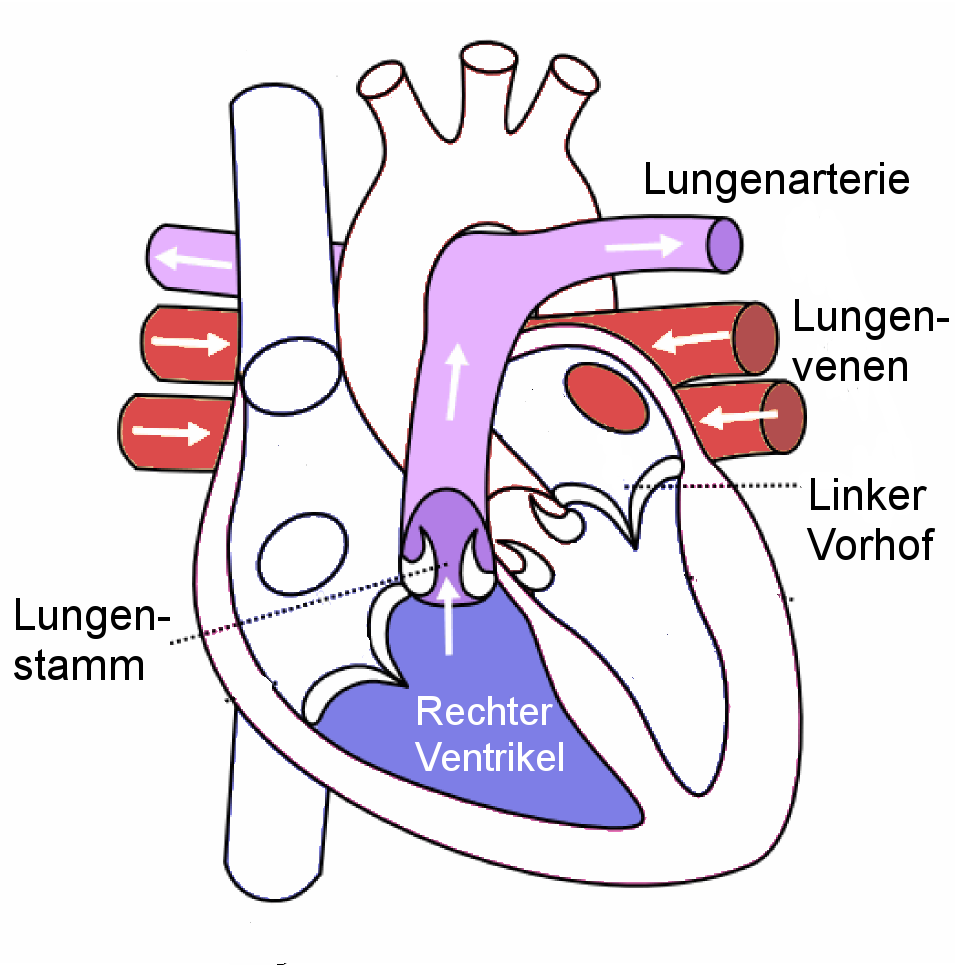
Krążenie krwi pomiędzy sercem i płucami

W ramach oddychania tlen zawarty w powietrzu dociera poprzez tchawicę do płuc aż do pęcherzyków płucnych. Przez ich cienkie ściany tlen dociera do naczyń krwionośnych. Krew w ramach mniejszego obiegu krwi ponownie trafia z serca do płuc. Ta uboga w tlen krew oddaje w płucach dwutlenek węgla (CO2) i odbiera tlen. Teraz, bogata w tlen, krew płynie poprzez żyły płucne (Venae pulmonales) do serca, dokładnie do lewego przedsionka. Stamtąd krew przez zamkniętą sieć naczyń krwionośnych płynie do większości żywych komórek ciała (patrz też: Układ krwionośny człowieka). Wyjątkiem są m.in. komórki rogówki oka i chrząstek, które nie posiadają bezpośredniego połączenia z układem naczyniowym i które odżywiają się jak prymitywne organizmy – przez dyfuzję (tkanka bradytroficzna).

Cząsteczka hemu

Podstawą opisanej powyżej wymiany gazowej jest hemoglobina – czerwony barwnik krwi znajdujący się w erytrocytach. Jedna jednostka hemoglobiny składa się z czterech podjednostek białkowych, z których każda zawiera grupę hemu. Cząsteczka hemu zawiera centralnie położony atom żelaza. Atom ten ma wysokie powinowactwo chemiczne do tlenu i łatwo się z nim wiąże. Jeśli dojdzie do połączenia hemu z tlenem to mówimy o hemoglobinie utlenowanej.
Powinowactwo hemoglobiny do tlenu rośnie w momencie podniesienia wartości pH krwi, obniżenia ciśnienia parcjalnego dwutlenku węgla, zmniejszenia stężenia 2,3-bisfosfoglicerynianu i obniżenia temperatury.
W sytuacji wysokiego powinowactwa hemoglobiny do tlenu i wysokiego ciśnienia parcjalnego tlenu, jak ma to miejsce w płucach, dochodzi do wiązania się tlenu z hemoglobiną. Proces odwrotny zachodzi w tkankach, gdzie dochodzi do uwalniania tlenu.
98,5% tlenu zawartego we krwi jest chemicznie związane z hemoglobiną. Pozostałe 1,5% jest fizycznie rozpuszczone w osoczu. Powoduje to, że hemoglobina jest głównym przenośnikiem tlenu u kręgowców.
W normalnych warunkach, u ludzi, krew opuszczająca płuca zawiera hemoglobinę wysyconą tlenem w 96–97%. Odtlenowana krew nadal jest wysycona tlenem w około 75%. Wysycenie tlenem (saturacja) oznacza stosunek ilości rzeczywiście związanego tlenu do maksymalnej ilości jaką może związać hemoglobina.
Dwutlenek węgla jest transportowany we krwi na różne sposoby: niewielka część jest fizycznie rozpuszczona w osoczu, ale większość jest przenoszona w formie wodorowęglanów (HCO3−) lub związanych z hemoglobiną karbaminianów. Konwersja dwutlenku węgla do wodorowęglanu jest możliwa dzięki specjalnemu enzymowi – anhydrazie węglanowej.

### Tamowanie upływu i krzepnięcie krwi
Wszystkie procesy, które mają na celu ochronę organizmu przed wypływaniem krwi z naczyń krwionośnych nazywane są hemostazą. Rozróżnia się hemostazę pierwotną i hemostazę wtórną.
W hemostazę pierwotną oprócz płytek krwi zaangażowane są różne czynniki znajdujące się w osoczu i na ścianie naczyń krwionośnych. Współdziałanie tych składników prowadzi do uszczelnienia przecieku krwi z naczynia w ciągu dwóch do czterech minut. Czas ten określa się jako czas krwawienia. Najpierw dochodzi do obkurczenia się naczynia, następnie trombocyty przyklejają się do miejsca przecieku i ostatecznie powstaje skrzep fibrynowy, który pozostaje na miejscu do czasu wygojenia uszkodzenia. Zachodzące później procesy fibrynolizy przywracają pierwotny przepływ krwi w naczyniu.
Hemostaza wtórna zachodzi przy udziale różnych czynników krzepnięcia. Obejmują one jony wapnia i syntetyzowane w wątrobie białka. Czynniki krzepnięcia krążą w postaci nieaktywnej, stają się aktywne w procesie kaskady krzepnięcia krwi. Mogą zostać aktywowane szlakiem wewnątrzpochodnym (endogennym) poprzez kontakt z odsłoniętymi włóknami kolagenowymi śródbłonka lub szlakiem zewnątrzpochodnym (egzogennym) poprzez kontakt z trombokinazą, która jest uwalniania w momencie uszkodzenia naczynia. Celem tych procesów jest utworzenie nierozpuszczalnych polimerów fibryny tworzących skrzep.
Mianem fibrynolizy określa się całokształt procesów doprowadzających do rozpuszczenia skrzepu fibrynowego. Zachodzą one przy udziale enzymu plazminy.
W określonych sytuacjach medycznych, jak np. zaburzeniach rytmu serca konieczne jest zmniejszenie krzepliwości krwi, co osiąga się poprzez stosowanie leków przeciwzakrzepowych (antykoagulantów). Działają one poprzez wiązanie jonów wapnia niezbędnych w procesie krzepnięcia (ale tylko in vitro, np. kwas cytrynowy lub EDTA), hamowanie interakcji między czynnikami krzepnięcia (np. heparyna) lub poprzez hamowanie tworzenia czynników krzepnięcia (np. kumaryny).

## Aspekty medyczne

### Schorzenia

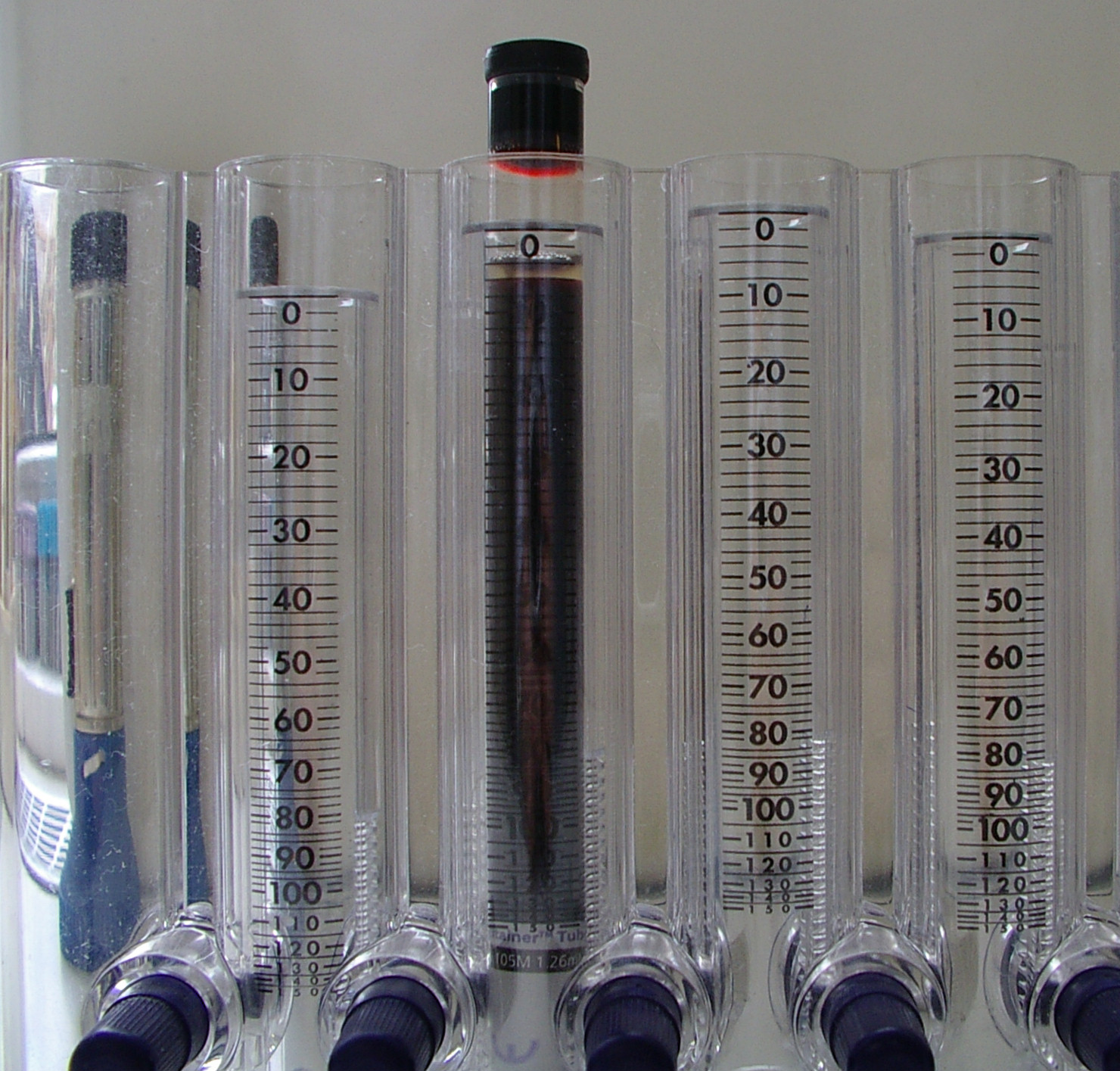
Oznaczanie prędkości sedymentacji krwi (tzw. odczyn Biernackiego)

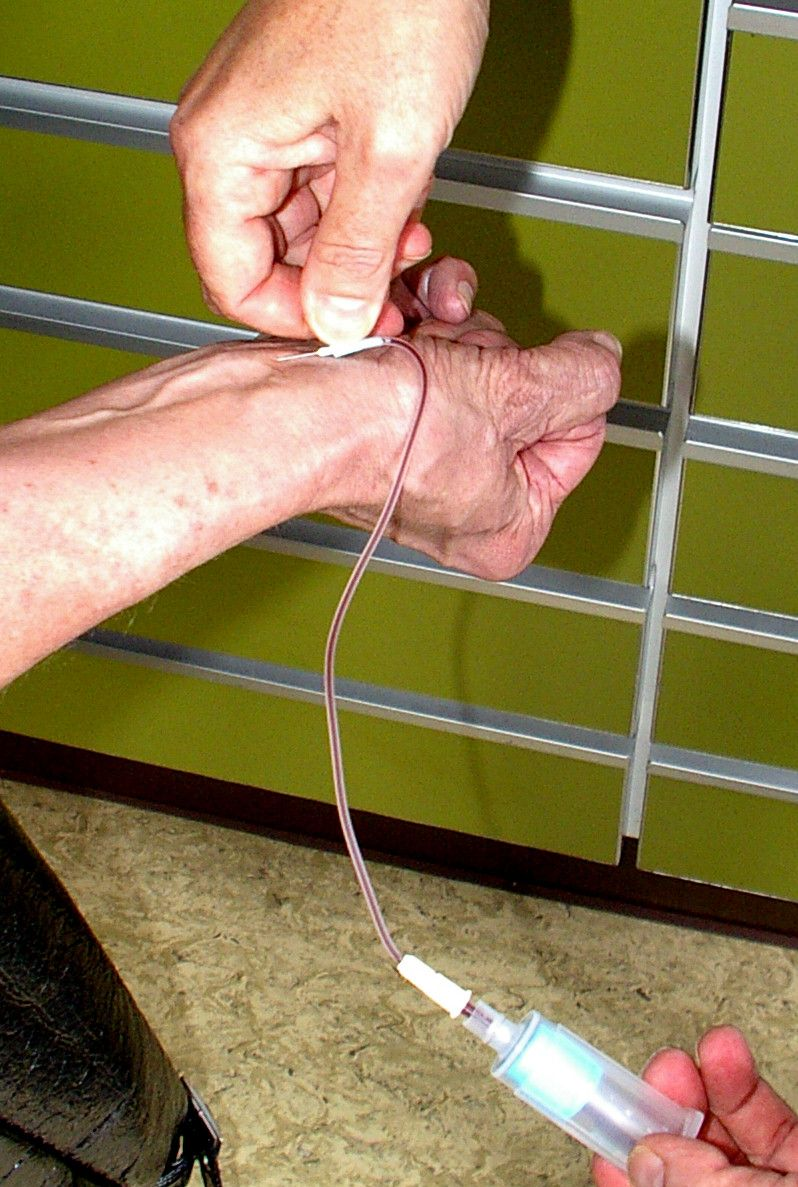
Pobieranie krwi

Na podstawie charakterystycznych zmian w obrazie krwi można rozpoznać wiele chorób, a także określić ich zaawansowanie. Dlatego też krew jest najczęściej badanym laboratoryjnie płynem ustrojowym. Innym ważnym badaniem jest oznaczanie odczynu Biernackiego, które jest miarą opadania czerwonych krwinek w określonej jednostce czasu w obecności antykoagulantu, a na podstawie którego można wyciągnąć wnioski o istnieniu stanu zapalnego.
Oprócz chorób, które wpływają na zmiany obrazu krwi, istnieją także choroby, które bezpośrednio wpływają na krew i jej składniki. Najważniejsze z nich to niedokrwistość (anemia), hemofilia i białaczki. W niedokrwistości, z różnych przyczyn, dochodzi do niedostatecznego zaopatrzenia organizmu w tlen (hipoksji). W hemofilii występują zaburzenia krzepnięcia, co prowadzi do nadmiernych i obfitych krwawień. W białaczkach produkowana jest zbyt duża liczba białych ciałek krwi, które w formie niedojrzałej dostają się do krwiobiegu. Prowadzi to do zmniejszenia ilości pozostałych komórek krwi zarówno w szpiku kostnym, jak i w samej krwi.
Nadmierna produkcja komórek krwi nazywana jest cytozą lub filią i w zależności od typu komórki określa się ją jako erytrocytozę i leukocytozę (podtypy: eozynofilia, bazofilia, neutrofilia, monocytoza, limfocytoza) oraz trombocytozę. Niedobór czerwonych krwinek to erytropenia (anemia), niedobór białych – leukopenia (w zależności od podtypu rozróżnia się eozynopenię, bazopenię, neutropenię, monocytopenię, limfopenię), a niedobór płytek krwi to trombocytopenia. Zmiany w proporcjach komórek określa się na podstawie rozmazu krwi, który pozwala uzyskać informacje co do rodzaju choroby i jej zaawansowania.
Ze względu na swoją rolę w zaopatrywaniu komórek, brak lub niedostateczna podaż krwi prowadzi do zagrożenia uszkodzeniem komórek lub ich śmiercią. W sytuacji dużego niedoboru krwi, np. w wyniku gwałtownej utraty krwi, mówi się o wstrząsie. Skrzepy krwi (jak również inne przyczyny) mogą prowadzić do zakrzepów, zatorów lub zawałów (np. zawału mózgu lub serca). Aby temu zapobiec można stosować leki hamujące krzepnięcie krwi, takie jak aspiryna, heparyna czy acenokumarol.
Krew pojawiająca się w dużych ilościach w przewodzie pokarmowym ma działanie przeczyszczające.

### Grupy krwi
W błonie komórkowej erytrocytów zakotwiczone są glikolipidy, które działają jak antygeny. Określane są jako grupy krwi. W przypadku wymieszania się różnych grup krwi dochodzi do powstawania zlepów czerwonych krwinek, czyli aglutynacji. Dlatego przed każdą transfuzją należy ustalić grupę krwi dawcy i biorcy, w celu uniknięcia potencjalnie śmiertelnych powikłań. Z medycznego punktu widzenia u ludzi najistotniejszy jest układ grup AB0 i układ Rh (oba układy zostały opisane po raz pierwszy przez Karla Landsteinera i jego współpracowników). Oprócz tego istnieje około 20 innych systemów grupowych o mniejszym znaczeniu, które jednakże mogą powodować komplikacje przy transfuzjach.
W układzie AB0 występują 4 grupy krwi: A, B, AB, 0. Nazwa odnosi się do antygenu jaki znajduje się na powierzchni erytrocytów (w grupie A: tylko antygen A, w grupie B: antygen B, w grupie AB: antygeny A i B, grupa 0 nie posiada żadnego antygenu) oraz do przeciwciał (immunoglobulin IgM) krążących w osoczu (grupa A: przeciwciała anty-B, grupa B: przeciwciała anty-A, grupa AB: nie występują przeciwciała, grupa 0: przeciwciała anty-A i anty-B).
Układ czynnika Rh dzieli się na podgrupy: C, D i E. Znaczenie medyczne ma przede wszystkim antygen D. W przypadku występowania tego antygenu mówi się o grupie Rh dodatniej (Rh+), gdy go brak grupę oznacza się jako Rh ujemną (Rh−). Przeciwciała w układzie Rh (immunoglobuliny IgG) pojawiają się po raz pierwszy dopiero po kontakcie z antygenem D. Ponieważ przeciwciała IgG przechodzą przez łożysko może dochodzić do powikłań w przebiegu drugiej ciąży u kobiety, która ma grupę krwi Rh− a jej dziecko grupę Rh+. Dochodzi wówczas do rozpadu (hemolizy) erytrocytów dziecka i do upośledzenia tworzenia erytrocytów, co określa się jako erytroblastozę płodową.
Grupy krwi, oprócz istotnego znaczenia w transfuzjologii i przeszczepach narządów, jak również w czasie ciąży, pełnią ważną rolę w medycynie sądowej. Wykorzystywane są w identyfikacji i ustalaniu pokrewieństwa, mimo iż wyniki takich badań są dużo mniej wiarygodne niż przy analizie DNA i ograniczają się jedynie do wykluczenia dowodów.

## Enzymy we krwi
- ALAT – aminotransferaza alaninowa
- AspAT – aminotransferaza asparaginianowa
- ChE – esteraza cholinowa
- GGTP – γ-glutamylotranspeptydaza
- LDH – dehydrogenaza mleczanowa
- CK – kinaza kreatynowa

## Ewolucja
Każda komórka w celu zachowania własnego metabolizmu musi prowadzić ciągłą wymianę z otoczeniem. Powstawanie coraz to bardziej złożonych organizmów wielokomórkowych spowodowało, iż coraz mniejsza część organizmu miała bezpośredni kontakt z otoczeniem, przez co dyfuzja nie była w stanie zapewnić wymiany materii w całym organizmie. W celu połączenia komórek wewnętrznych ze środowiskiem został wykształcony nowy środek transportu w postaci ciekłej – krwi. Skróciła ona odległość dyfuzji, umożliwiając przez to powstawanie coraz to większych i bardziej zaawansowanych organizmów.
U tchawkowców posiadających otwarty układ krwionośny krew, nazywana również hemolimfą, wylewa się do jam ciała. Stosunkowo powolna cyrkulacja hemolimfy ma małe znaczenie oddechowe (rolę dostarczania tlenu do tkanek przejmują tchawki), jedynie nieliczne gatunki zawierają w osoczu erytrokruorynę albo hemoglobinę.